# Fanny Létourneau
Pour les articles homonymes, voir Létourneau.
Fanny Létourneau, née le 24 juin 1979 à Québec, est une nageuse canadienne spécialisée en natation synchronisée.
Lors des Jeux olympiques de 2000 à Sydney, elle remporte la médaille de bronze olympique par équipe et termine cinquième en duo avec Claire Carver-Dias. Aux Jeux olympiques de 2004 à Athènes, elle est cinquième par équipe et sixième en duo avec Courtenay Stewart (en).
Elle est aussi médaillée d'or en duo avec Claire Carver-Dias et par équipe aux Jeux panaméricains de 1999, médaillée de bronze en duo avec Claire Carver-Dias et par équipe aux Championnats du monde de natation 2001, médaillée d'or en duo avec Claire Carver-Dias aux Jeux du Commonwealth de 2002 et médaillée de bronze en duo avec Courtenay Stewart aux Jeux panaméricains de 2003.
Elle est récipiendaire, en 2000, de la Médaille de l'Assemblée nationale du Québec.